# 林勇輔
林 勇輔（はやし ゆうすけ、5月16日 - ）は、日本の俳優。香川県出身。本名同じ。

## 経歴・人物
- 1995年　劇団Studio Lifeにオーディションにてジュニア１として入団。
- 1999年　単身渡英　David Bennett's International Actors' Laboratoryへ入所
- 2001年　帰国。同劇団に復帰。劇団公演のほか外部出演も精力的に行う
- 2015年　劇団を退団。
- 以降、フリーとして活動している。大劇場から小劇場、アングラ芝居への出演など幅広い活動を展開中。一方、ライブハウスなどでオリジナル物語のパフォーマンスやバーレスクショーの創作も行っている。MADALA-BA主宰。
- 門真国際映画祭2021で映像演劇『SHADOWS』が 最優秀撮影賞・優秀主演女優賞・優秀作品賞を受賞。

## 主な出演歴

### スタジオライフ舞台
- 「トーマの心臓」(原作：萩尾望都)(1996/2/10〜2/25)
- 「トーマの心臓」(原作：萩尾望都)再演(1997/3/1〜3/23)
- 「ヴェニスに死す」(原作：トーマス・マン) (1997/7/15〜7/22)
- 第2回新人公演「WHITE」再演(作：倉田淳) (1997/9/17〜9/23)
- TUNE-UP LIFE「TAMAGOYAKI」(作：倉田淳) 再演 (1998/2/11〜3/1)
- 「訪問者」(原作：萩尾望都) (1998/7/1〜7/12)
- 「月の子」(原作：清水玲子)ミラルダ役、セツ役（ダブル） (2002/2/1〜東京、大阪)
- 「LILIES」(原作：ミシェル・マーク・ブシャルド)伯爵夫人役（ダブル） (2002/5/2〜5/12)
- The Other Life vol.5「THREE MEN IN A BOAT+ワン」[1] (2002/11/16〜12/15)
- 「トーマの心臓」(原作：萩尾望都) 再演 (2003/2/27〜東京、福岡、名古屋、大阪)
- 「OZ」(原作：樹なつみ)(2003/6/4〜6/18)
- 「DRACULA」再演 (2004/6/9〜6/27)
- 「パサジェルカ 女船客〜秘した過去が手招く旅路〜」(原作：ゾフィア・ポスムイシュ) (2004/12/2〜12/12)
- 「ドリアン・グレイの肖像」(原作：オスカー・ワイルド) 2004年
- 「メッシュ」(原作：萩尾望都)(2005/6/15〜7/4)
- 紀伊國屋書店提携公演「白夜行 第1部」(原作：東野圭吾)(2005/9/4〜10/1東京、10/14〜10/16大阪)
- 紀伊國屋書店提携公演「白夜行 第2部」(原作：東野圭吾)(2005/12/11〜2/11東京、12/13〜12/14大阪)
- 「ヴァンパイアレジェンド」再演「DRACULA」再演(2006/2/25〜3/12東京、新潟、仙台、九州、広島、大阪、名古屋)
- 「トーマの心臓」再演(2006/6/3〜6/29東京、7/8〜7/9大阪)
- 「夏の夜の夢」(原作：ウィリアム・シェイクスピア)(ダブルキャスト) (2006/9/7〜10/1)
- 「銀のキス」(原作：アネット・カーティス・クラウス、翻訳：柳田利枝)  (2006/12/7〜12/17)
- 「WHITE」(作：倉田淳) 再演(2006/1/7～1/17)
- 「DAISY PULLS IT OFF」再演(2007/2/21〜3/11)
- 紀伊國屋書店提携公演「Romeo&Juliet」(原作：ウィリアム・シェイクスピア、翻訳：松岡和子) (2007/5/10〜6/5)
- 「アドルフに告ぐ」(原作：手塚治虫) (2007/12/20〜12/30)
- The Other Life vol.7「孤児のミューズたち」(2007/7/25～8/5)
- 「夏の夜の夢」(原作：ウィリアム・シェイクスピア) 再演・ティターニア役(2008/4/17〜5/11)
- 「マージナル」(原作：萩尾望都) (2008/8/28〜9/28)
- 「LILIES」再演 (原作：ミシェル・マーク・ブシャルド) (2009/6/17〜7/12)
- 「十二夜」(原作：ウィリアム・シェイクスピア)  (2009/10/15〜11/8東京、大阪)
- 「じゃじゃ馬ならし」(原作：ウィリアム・シェイクスピア) リージー・ディクソン役(2010/7/8〜8/1)
- 「DRACULA」再演 (2010/11/10〜12/5)
- 「11人いる!」(原作：萩尾望都) (2011/2/5〜3/27)
- 「PHANTOM The untold story 〜語られざりし物語〜」(原作：スーザン・ケイ)・エリック役（ダブルキャスト）(2011/6/9〜6/27)
- 「リアル シンデレラ ストーリー」(2011/8/17～8/28)
- 「夏の夜の夢」(原作：ウィリアム・シェイクスピア) 再演・ティターニア役 /「十二夜」(原作：ウィリアム・シェイクスピア) 再演・マライア役 【連鎖公演】 (2011/10/22〜11/8東京)(2011/11/18～11/20韓国)(2011/12/3新潟)(2011/12/10東京)[2][3]
- 「天守物語」(原作：泉鏡花)  (2012/6/9〜6/24)
- 「PHANTOM 語られざりし物語 The Kiss of Christine」（原作：スーザン・ケイ）・子供時代エリック役 (2012/10/6〜10/24)[4]

### 舞台・ステージ・他
- 無名塾公演『森は生きている』（ルテアトル銀座）2004年1月6日～18日
- ブロードウェイミュージカル『ドロウジー・シャペロン』（日生劇場）2009年1月5日～29日[5]
- 『めぐりあうとき』（カラフル企画）2011年4月
- 『シンフォニ坂の男』（劇団道学先生）2013年9月
- 『三人の歌手と三人のピアノ弾き』2013年3月
- 『ビョードロ～月色の森で抱きよせて～』2013年5月29日～6月16日
- サラヴァ東京『林勇輔のお誕生日会『生く日』』2014年5月
- Project Nyx公演『新宿版千一夜物語』2015年
- 『女中たち』2015年
- サラヴァ東京『三人の歌手と三人のピアノ弾き』2015年5月
- シャカラビッツMusicVideo『神ノ街シアター』[6]2015年9月23日
- 『RAMPO』カールモール 2016年11月
- 新宿梁山泊公演『風のほこり』2017年4月
- 『朗毒乱歩』カールモール 2017年6月
- 『シアトリカル怪人たちの晩餐会』2017年7月
- 『男おいらん』2017年9月
- 劇団ぼるぼっちょ公演『ラ・ドンベラ・ナールシュット』2018年1月20日～1月31日
- シアターコクーン・オン・レパートリー『唐版 風の又三郎』2019年2月[7]
- 『SHADOWS』（作・演出・林勇輔）2021年3月配信[8]